# László Paskai
László kardinál Paskai (8. května 1927 Segedín – 17. srpna 2015 Ostřihom) byl maďarský římskokatolický biskup, františkán, arcibiskup-metropolita arcidiecéze ostřihomsko-budapešťské, primas maďarský, kardinál, duchovní protektor a generální kaplan orleánské obedience Vojenského a špitálního řádu svatého Lazara Jeruzalémského.

## Život

### Časný život
László Paskai se narodil židovským rodičům, kteří konvertovali ke katolickému křesťanství před narozením jejich syna a kteří později zemřeli během holokaustu.

### Kněz
Studoval ve františkánských řádových školách a také v centrálním semináři a univerzitě v Budapešti, kde získal doktorát z teologie. Kněžské svěcení přijal 3. března 1951. Působil jako kněz v diecézích Oradea a Szeged. Zde byl biskupským ceremonářem, knihovníkem zdejšího semináře, později také prefektem. V letech 1973 až 1978 plnil funkci rektora Centrálního semináře v Budapešti.

### Biskup a kardinál
V březnu byl jmenován apoštolským administrátorem vesprémské diecéze, biskupské svěcení přijal 5. dubna téhož roku. Od března 1979 byl plnoprávným sídelním biskupem této diecéze. Po smrti kardinála Lékaie ho papež Jan Pavel II. jmenoval arcibiskupem ostřihomským a primasem Maďarska. V letech 1986 až 1989 vykonával funkci předsedy Maďarské biskupské konference. V květnu 1994, vzhledem k administrativním změnám, byl změněn název arcidiecéze na Ostřihomsko-budapešťskou.
Dne 28. června 1988 byl jmenován kardinálem. V prosinci 2002, v souvislosti s dovršením kanonického věku, podal rezignaci na výkon funkce arcibiskupa. Jeho nástupcem se stal Péter Erdő.
Mezi lety 2005 až 2012 byl duchovním protektorem a generálním kaplanem orleánské obedience Vojenského a špitálního řádu svatého Lazara. Členem tohoto řádu byl též jeho světitel a františkán biskup István Zadravecz. Byl nositelem církevního velkokříže tohoto řádu, a nositelem rytířem velkokříže rytířského řádu svatého Božího hrobu jeruzalémského.
Zemřel 17. srpna 2015 v Ostřihomi.